# Ocypus
Az Ocypus a rovarok (Insecta) osztályának bogarak (Coleoptera) rendjébe, ezen belül a mindenevő bogarak (Polyphaga) alrendjébe és a holyvafélék (Staphylinidae) családjába tartozó nem.
Az Ocypus nemet William Elford Leach angol biológus írta le 1819-ben, és kezdte el felosztani a Carl von Linné svéd természettudós által még 1758-ban rendszerezett Staphylinus nemet. A nem rendszerezésére azóta is már több elmélet is született. A fajokat a 2010-es kutatások alapján négy alnembe sorolták: Aulacocypus J. Müller, Matidus Motschulsky, Pseudocypus Mulsant-Rey és Ocypus Leach. 2001-ig a nem 148 (2 kétes) faját írták le a világon.

## Jellemzőik

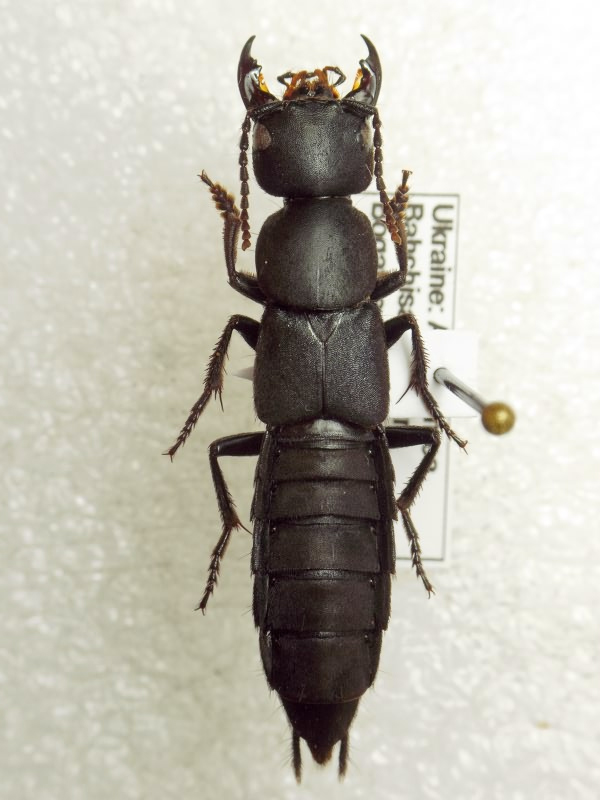
Ocypus curtipennis

A Staphylinidae család legnagyobb képviselői közé tartoznak. Közepes és nagy méretű (12–32 mm) bogarak. Fejük és előtoruk többnyire sötétbarna vagy fekete, általában barna vagy barna-vörös szárnyfedővel. Sok fajnál az előbbi alatt bonyolult módon összehajtogatva található hártyás hátsó szárnyak megrövidültek. Potrohuk többnyire párhuzamos szélű; eltérő színezetű szőrfoltok nem találhatóak rajta.

## Életmódjuk

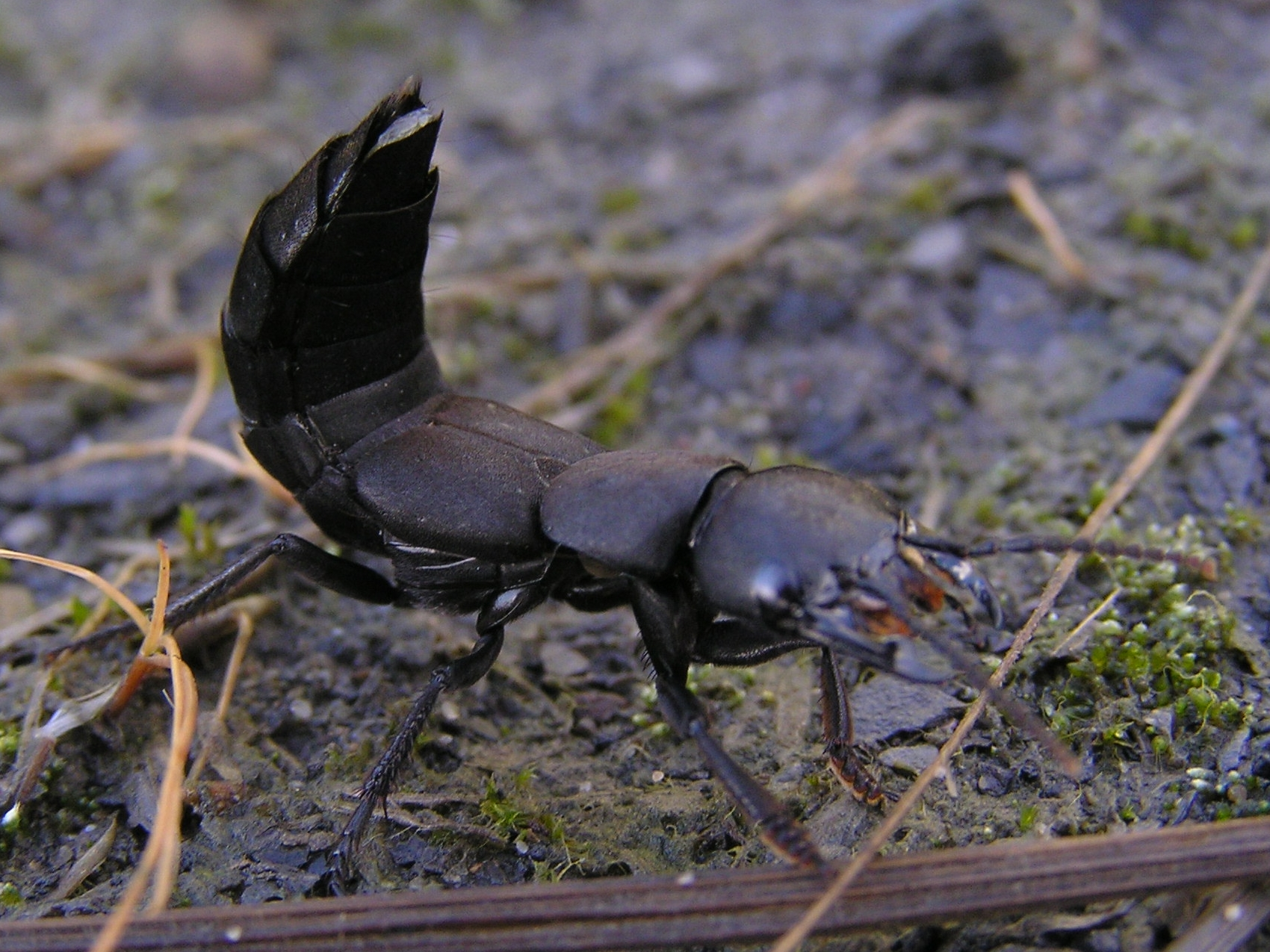
Egy Ocypus-faj riasztó testtartásban

Az Ocypus-fajok túlnyomórészt éjszakai, általában epigeikus (talajfelszíni) ragadozók. Gyakran kövek alatt tartózkodnak, néhányan levél alomban laknak. A holyvafélék integrált növényvédelemben való alkalmazására már Magyarországon is felfigyeltek az 1970-es évektől, azonban igen kevés vizsgálatot folytattak még e téren mind itt, mind Európában a 2000-es évekig.

## Magyarországon előforduló fajok

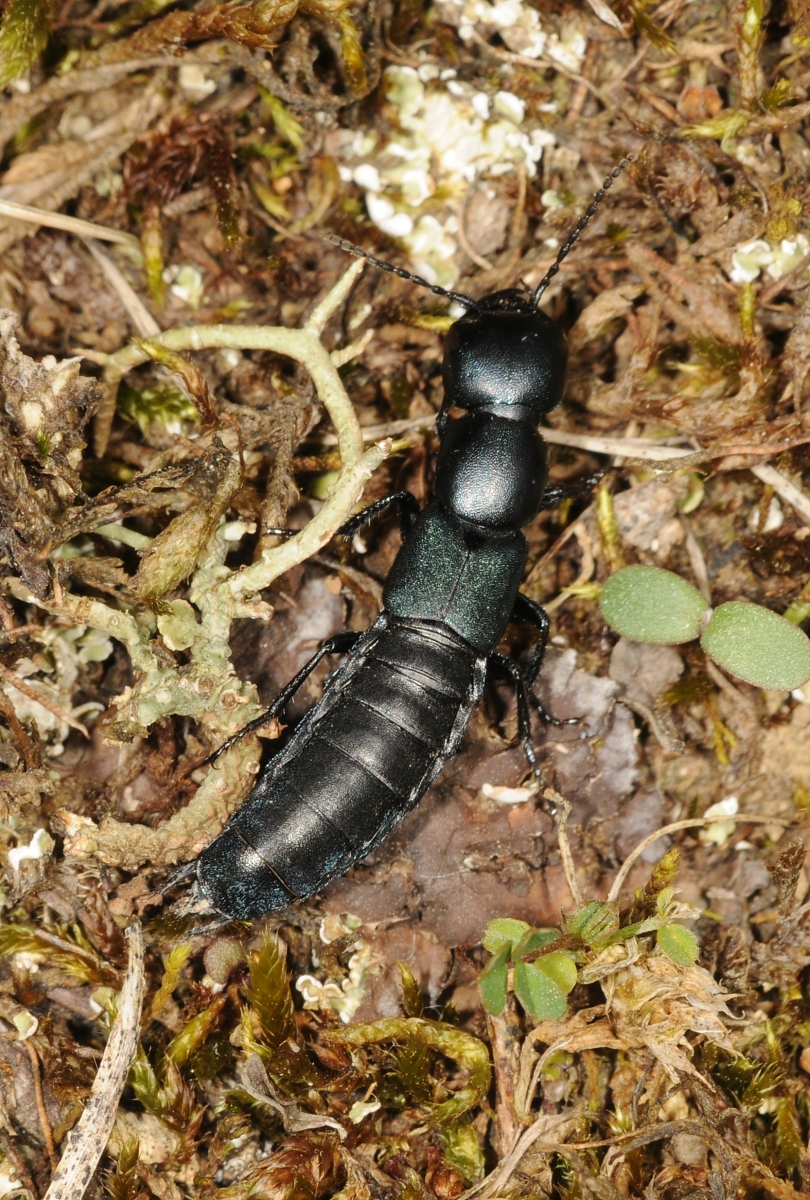
Kék holyva

A nagy fajszámú nemet alnemekre osztják, amelyek közt az ajaktapogatók utolsó ízének alakja, a rágók formája és a potroh hátlemezeinek szőrözöttsége alapján lehet különbséget tenni.[mikor?]
- Goerius (Stephens) alnem
  - Nehézszagú holyva (Ocypus biharicus) (Müller, 1926)
  - Ártéri holyva (Ocypus brunnipes) (Fabricius, 1781)
  - Busafejű holyva (Ocypus macrocephalus) (Gravenhorst, 1802)
  - Fekete holyva (Ocypus nitens) (Schrank, 1781 (=O. similis)
  - Bűzös holyva (Ocypus olens) (O. F. Müller, 1764)
  - Kék holyva (Ocypus opthalmicus) (Scopoli, 1763)
  - Gyászos holyva (Ocypus tenebricosus) (Gravenhorst, 1847)
- Pseudocypus (Mulsant & Rey) alnem
  - Bronzos holyva (Ocypus aeneocephalus) (De Geer, 1774)
  - Vörösszárnyú holyva (Ocypus fulvipennis) (Erichson, 1840)
  - Fémeshátú holyva (Ocypus fuscatus) (Gravenhorst, 1802)
  - Egérszínű holyva (Ocypus mus) (Brullé, 1832)
  - Szurtos holyva (Ocypus picipennis) (Fabricius, 1793)
- Ocypus s.str. (Stephens) alnem
  - Vöröslábú holyva (Ocypus compressus) (Marsham, 1802) (=O. morsitans, Tasgius compressus)
  - Ocypus globulifer (Fourcroy, 1785)
  - Kormos holyva (Ocypus melanarius) (Heer, 1839)
  - Sarlós holyva (Ocypus winkleri) (Bernhauer, 1906)

Korábbi rendszerek és határozókönyvek idesorolták a Tasgius (Stephens, 1829) alnemet, melyet ma[mikor?] már önálló genusznak tekintenek.